# José Antonio Valverde
Valverde  Gómez est un nom espagnol. Le premier nom de famille, en général paternel, est Valverde ; le second, en général maternel, souvent omis, est Gómez.
José Antonio Valverde Gómez, né à Valladolid le 21 mars 1926 et mort à Séville le 13 avril 2003, est un biologiste, naturaliste, écologiste et militant espagnol.
Il acquiert une véritable reconnaissance internationale à la fin des années cinquante en prenant la tête du mouvement de défense des marais du Guadalquivir face au projet d'assèchement du ministère espagnol de l'Agriculture. De ce fait, il est appelé couramment « le Père de Doñana », du nom du parc créé par la suite.

## Biographie
José Antonio Valverde naît à Valladolid. Atteint de tuberculose dans sa jeunesse, il dit avoir tiré profit de la fréquentation des zones humides de sa région. Son frère Carlos est taxidermiste. José suit une formation largement autodidacte, étudiant particulièrement l'ornithologie et le dessin. Il fréquente la bibliothèque[Laquelle ?] de Valladolid. Bien qu'il n'ait pas sa licence, il obtient en 1954 une bourse d'études à l'université de Toulouse, en France. C'est cependant à Madrid qu'il passe sa licence de biologie. Au début des années cinquante, il commence à s'intéresser à Doñana.
José Antonio Valverde lie une amitié épistolaire avec Francisco Bernis Madrazo (1916-2003). Ce dernier reçoit en 1952 une aide de la Fondation Fenosa pour financer une expédition à Doñana, et propose à Valverde de l'accompagner. Cette expédition se révélera déterminante pour le naturaliste vallisolétan. L'année suivante, à Doñana, Valverde et Bernis réalisent la première campagne de baguage scientifique d'oiseaux en Espagne, avec le soutien logistique de la Société scientifique Aranzadi de Saint-Sébastien. En 1954, avec autres biologistes, ils fondent la Société Espagnole d'Ornithologie, dont Valverde sera président et Bernis secrétaire général pendant vingt ans.
Dans les années cinquante, le lynx et l'aigle royal sont considérés comme des nuisibles et chassés à ce titre. Ce que l'on imagine de mieux pour une zone humide est alors de l'assécher afin d'y planter des fraises ou des arbres à croissance rapide, dans le cadre de vastes projet de reforestation. Telle est l'intention du ministère de l'Agriculture dans le secteur, qui comprend aussi de vastes surfaces arides. Il s'agit de planter dix millions d'eucalyptus et quarante-cinq millions de pins de sorte à transformer la région en forêt, dans le même esprit que plusieurs projets menés dans d'autres régions d'Espagne. Franco lui-même se rend sur place pour suivre l'évolution du projet, auquel travaillent environ mille d'employés occupant plusieurs villages répartis sur l'ensemble du territoire, villages disposant de leurs propres chapelles et de leurs propres écoles. La plantation de pins, arbres méditerranéens, n'est pas sujette à discussion mais celle d'eucalyptus, par contre, pose question dans la mesure où cet arbre est grand consommateur d'eau et que les autres plantes ont du mal à croître là où il pousse. Franco annonce que l'exploitation économique du bois résultant de cette opération, confiée à l’Entreprise nationale de cellulose, générera un profit pouvant atteindre trente millions de pesetas. Aujourd'hui, une grande partie du massif forestier de Doñana est constituée des pins plantés à l'époque du franquisme. Les zones humides ont à cette époque une image négative en Espagne, car elles sont jugées insalubres du fait de la prolifération des moustiques, susceptibles de transmettre des maladies graves comme le paludisme.
Valverde, conscient de l'importance écologique des zones humides, s'oppose à la décision d'assèchement et cherche des soutiens auprès du WWF et de l'Union internationale pour la conservation de la nature, dont il est membre de l'équipe de direction. Le WWF a été créé en 1961 et le prince Bernhard de l'Hollande, sympathisant du mouvement, apporte sa contribution en écrivant personnellement au dictateur Francisco Franco en faveur de la mise en valeur de la zone humide de Doñana, insistant sur l'effet favorable que cela aurait à l'étranger. Bernis Madrazo écrit également à Franco dans ce sens.
À la suite de ces interventions, l'assèchement des marais est interrompu. En 1965, la Station biologique de Doñana est fondée avec l'aide financière du WWF. Le Parc national de Doñana est créé en 1969, José Antonio Valverde en étant nommé directeur. C'est l'aboutissement de ce que l'on peut considérer comme l'une des principales campagnes menées dans le monde, en faveur d'un espace naturel.
Valverde collabore avec le Conseil supérieur de la recherche scientifique (CSIC) à partir de 1957. Il l'intègre en 1962. Chercheur brillant, il réalise des études remarquables dans le domaine de l'écologie, sur le Sahara espagnol et divers écosystèmes méditerranéens de la Péninsule ibérique. Ses conclusions sont livrées dans plusieurs articles qui comptent aujourd'hui parmi les classiques de la littérature scientifique espagnole. Valverde met en évidence la base énergétique sur laquelle repose la relation proie-prédateur, ce qu'avaient négligé les chercheurs qui avaient précédemment travaillé sur les aspects évolutifs.
En 1954, Valverde participe à une expédition au Sahara conclue par la publication d'une de ses œuvres les plus importantes : Oiseaux du Sahara espagnol: une étude écologique du désert (1957). Elle eut un écho considérable dans les milieux scientifiques, à l'étranger comme en Espagne.
Un autre classique de la littérature scientifique espagnole est Structure d'une communauté méditerranéenne de vertébrés terrestres (1967), introduisant le concept de micro-communauté. Selon Valverde, toute communauté est constituée de la superposition de diverses micro-communautés qui entretiennent peu de relations les unes avec les autres, fonctionnant comme des communautés économiques fermées. Il affirme, comme indiqué précédemment, que la relation proie-prédateur repose sur l'énergie.
Ce concept, très simple à première vue, a marqué un tournant dans les conceptions de la zoologie moderne. Quand Darwin affirme que seuls survivent les mieux adaptés, Valverde nuance en précisant que survivent ceux qui savent le mieux capter l'énergie.
José Valverde fait aussi œuvre de précurseur avec ses travaux sur les colonies de flamands de Fuente de Piedra, dans la province de Málaga, sur les zones humides de Punta Entinas, dans la province d'Almería, et sur quelques enclaves du Parc naturel des sierras de Cazorla, Segura et las Villas, dans la province de Jaén. Grâce au général José Díaz de Villegas, directeur d'une section du Conseil supérieur de la recherche scientifique, il occupe des fonctions à l'Institut d'acclimatation d'Almería, renommé Station expérimentale des zones arides en 1975.
Une de initiatives les plus remarquables est la création, en 1971, du Parc de sauvegarde de la faune saharienne, rattaché à la station expérimentale des zones arides d'Almería, qui contribue à la conservation et à l'élevage en captivité de trois espèces d'antilopes et d'un capriné d'Afrique du Nord, tous menacés dans leur région d'origine.
C'est aussi sur son initiative qu'est inauguré en 2012 le Musée du monde maritime de Matalascañas. Il ferme cependant en 2012, faute des financements espérés de la Junte d'Andalousie. Le CSIC annonce en 2013 qu'il envisage sa réouverture sur la base d'une thématique plus large, mettant notamment en valeur la richesse de Doñana. Il est cependant toujours fermé en 2020.
José Antonio Valverde a reçu le titre de docteur honoris causa de l'Université de Salamanque ainsi que le prix Castille-et-Léon pour la protection de l'environnement. Doñana a donné son nom à un centre d'accueil tout comme la Réserve Naturelle de la Lagune de Fuente de Pierre, en français : Réserve naturelle de la lagune de Fuente de Piedra, dans la province de Malaga.

### Décès
José Antonio Valverde meurt à Séville le 13 avril 2003. Un fonds est déposé à l'université de Salamanque, constitué de livres, certains inédits, de correspondances, de notes, de projets d'études, de publications diverses, de carnets de terrain et de zoologie, de dessins, de schémas et de plus de vingt mille négatifs.

## Œuvre
- Oiseaux du Sahara espagnol: une étude écologique du désert (1957)
- Estructura de una comunidad mediterránea de vertebrados terrestres, Madrid, Consejo Superior de Investigaciones Científicas, 1984, 218 p. (ISBN 84-00-01309-3)
- Mémoires d'un biologiste hétérodoxe, tome 1 : Origines castillanes[réf. incomplète]
- Mémoires d'un biologiste hétérodoxe, tome 2 : Au Conseil Supérieur de la Recherche Scientifique. (CSIC)[réf. incomplète].

## Voir également
- Félix Rodríguez de la Fuente